# Flins-Neuve-Église
Flins-Neuve-Église település Franciaországban, Yvelines megyében. Lakosainak száma 160 fő (2022. január 1.). Flins-Neuve-Église Dammartin-en-Serve, Longnes, Mondreville és Tilly községekkel határos.

## Népesség
A település népességének változása:
| Lakosok száma | 162  | 157  | 158  | 156  | 155  | 154  | 155  | 158  | 160  |
|               | 2013 | 2015 | 2016 | 2017 | 2018 | 2019 | 2020 | 2021 | 2022 |